# Prîdorojnie, Djankoi
Prîdorojnie (în ucraineană Придорожнє) este un sat în comuna Iermakove din raionul Djankoi, Republica Autonomă Crimeea, Ucraina.

## Demografie
Componența lingvistică a localității Prîdorojnie
     Rusă (70,51%)
     Tătară crimeeană (16,67%)
     Ucraineană (7,53%)
     Belarusă (1,6%)
     Alte limbi (0,16%)
Conform recensământului din 2001, majoritatea populației localității Prîdorojnie era vorbitoare de rusă (70,51%), existând în minoritate și vorbitori de tătară crimeeană (16,67%), ucraineană (7,53%) și belarusă (1,6%).